# Fantázia (zenemű)
A fantázia egy zenei műfaj, amelynek a gyökerei az improvizációban keresendők.

## A barokk és klasszikus zenében
A barokk és klasszikus zenében a fantáziák általában billentyűs hangszerekre íródtak, gyors futamokkal és némi fugatikus elemmel. A barokkból Johann Sebastian Bach Kromatikus fantázia és fúga (BWV 903 - csembaló), g-moll, illetve c-moll fantázia és fúga (BWV 542, 537 - orgona) a példák, a klasszikból Wolfgang Amadeus Mozart d-moll fantáziája (KV. 397 - fortepiano), de írtak fantáziákat más hangszerekre (például Georg Philipp Telemann hegedű- és fuvolafantáziái). Angliában a gambákra írt műveket is jelentette.

## A romantikus zenében
Ugyan a fantázia a romantikus zene időszakában improvizációt jelentett, ezeket a műveket is rögzítették (pl. Chopin, Schumann).

## A kortárs zenében
A fantázia a kortárs zenében is jelen van, pl.
- Busoni Fantasia Contrappuntistica
- Corigliano Fantasia on an ostinato)
- Benjamin Britten Phantasia-quartett című műve oboára és vonósnégyesre.